# Epropetes elongata
Epropetes elongata là một loài bọ cánh cứng trong họ Cerambycidae.